# 改革勅令
改革勅令（かいかくちょくれい、オスマントルコ語: اصلاحات خط همايونى, ラテン文字転写: Islâhat Hatt-ı Hümâyûnu）は1856年2月18日にオスマン帝国のスルタン、アブデュルメジト1世が帝国のさらなる改革を目的として公布した勅令。帝国はすでにギュルハネ勅令に沿った改革（タンジマート）を推進していたが、クリミア戦争末期にイギリス・フランス両国の圧力を受け、さらなる改革を約した同勅令の公布を余儀なくされた。

## 概要
改革勅令では、非ムスリム臣民があらゆる公職に参加できるということ、信教の自由、非ムスリム共同体代表の権利の再規定、非ムスリムの公立学校への入学許可、各地方議会でのムスリム・非ムスリムの代表選出方法の改善、非ムスリム代表が最高司法審議会議に参加できるとしたこと、非ムスリムに対して差別用語を用いることの禁止、非ムスリムの兵役義務、非ムスリム共同体による学校設立と独自の教育課程編成の承認、混合裁判所における非ムスリムの証人を認めるなどの内容が明確に盛り込まれていた。こうして第二段階に入ったタンジマートは宗教法（シャリーア）とヨーロッパ近代法の折衷を目指した新法典の制定、近代教育を行う学校の開設、国有地原則を改めて近代的土地私有制度を認める土地法の施行など、踏み込んだ改革が進められた。
この改革勅令は、先のギュルハネ勅令に比べて表現があまりに直截であり、その内容のほとんどが非ムスリムの権利の保障に関わるものであったことから、すでに起草段階よりムスタファ・レシト・パシャに批判され、発布後には一般から「特権勅令」と呼ばれて嫌忌された。

## 内容（要約）
1. 即位以来、国内外で成果を上げつつある改革をさらに推し進めるために、新たな正義の実施を表明する。
2. 全ての宗教に属する全臣民の生命、財産、名誉の保障を再確認し、その完全な実施と、キリスト教徒および他の非ムスリム臣民の享受してきた特権を再度保証する。
3. キリスト教徒および他の非ムスリム臣民の共同体内部で、総主教の選出方法を含め、時代に即した改革が行なわれ、共同体内部の事柄は共同体の議会で審議される。
4. 帝国臣民は、宗教、言語、民族ゆえに他の臣民と差別されることがなく、また差別語・侮蔑語の使用も禁止される。
5. 帝国臣民は信教の自由を保障され、改宗を強制されることはない。
6. 帝国臣民はどの宗教共同体に属していようと、能力に応じて帝国官吏に採用されうる。
7. 帝国臣民は帝国のすべての学校に入学でき、またすべての共同体は自分たちの学校を設立することができる。
8. ムスリム・非ムスリム間、あるいはキリスト教徒およびそれ以外の非ムスリム間の刑事・商事係争は混合法廷で公開裁判に付され、証人は証言に際し各自の宗教に則って宣誓をするものとする。
9. すべての監獄は改良され、監獄での拷問、暴力は禁じられる。
10. 臣民の法的平等、義務上の平等に基づいて、非ムスリムにも兵役が課されるが、兵役免除のための納税の方法も確立される。
11. 州および県の議会において、ムスリムとキリスト教徒等の成員の意見が正しく反映されるように、議会の改革が行なわれる。
12. 不動産の所有と売却に関する法は、臣民すべてに関して平等であり、国内法に従い、税を支払うことを条件に、外国人にも不動産所有が認められる。
13. 階層や宗教の差に関わりなく、帝国臣民すべてに課される税の徴収に不正がないよう改革がなされ、徴税請負に代えて直接徴収の方法が導入される。
14. 帝国の毎年の予算が作成され、開示される。
15. 臣民に関わる事柄を審議する高等司法審議会において、すべての共同体の長と皇帝によって任命される成員は、自由に意見を述べることを保障される。
16. 不正を罰する諸法はどのような階層、職務にある者にも等しく適用される。
17. 帝国再建には、銀行の開設、資本の投下、交易路の確保、および農業・商業拡大のための障壁の除去が必要であり、このためにヨーロッパから知識や資本が徐々に導入される。